# Mathieu Sage
Pour les articles homonymes, voir Sage.
Mathieu Sage (né le 11 mars 1973 à Nevers en France) est un skieur de vitesse français.
Il est le premier homme à passer la barre des 210 km/h, battant ainsi le record du monde du kilomètre lancé à 210,77 km/h avec des skis de descente ; il sera sacré champion du monde pro en 2006.
Il ira chercher un second titre de Champion du Monde Pro en avril 2010.
De 1997 à 2006, il concourt dans la catégorie profilée avec un record personnel à 231 km/h en 1999.
À partir de 2006, il est en catégorie descente avec un record personnel et un record du monde à 210,77 km/h.
Mathieu Sage vit actuellement à Aix-les-Bains (Savoie) et exerce la profession de coach et conférencier.

## Titres
- Actuel membre de l’Équipe de France de Ski de Vitesse
- Actuel Recordman du Monde de Ski de vitesse (Kilomètre Lancé) en catégorie « descente »
- Champion du Monde Pro 2010 et 2006, vice-champion du Monde en 2007 et 2008, médaille de bronze en 2009 et 2011

## Palmarès
| DATES | EVENEMENTS                        | MEDAILLES |
| ----- | --------------------------------- | --------- |
| 2006  | RED ROCK CUP LES ARCS             | ARGENT    |
| 2006  | CHPT DU MONDE PRO LES ARCS        | OR        |
| 2006  | CHPT DU MONDE PRO VERBIER         | ARGENT    |
| 2007  | CHPT DU MONDE FIS VERBIER         | ARGENT    |
| 2007  | COUPE DU MONDE CERVINIA           | OR        |
| 2007  | CHPT DE FRANCE FIS LES ARCS       | OR        |
| 2008  | COUPE DU MONDE VARS               | ARGENT    |
| 2008  | COUPE DU MONDE FIS SALLA          | ARGENT    |
| 2008  | COUPE DU MONDE FIS SALLA          | BRONZE    |
| 2008  | COUPE DU MONDE FIS HUNDFJALLET    | BRONZE    |
| 2009  | COUPE DU MONDE FINALE FIS VERBIER | BRONZE    |
| 2009  | CHPT DU MONDE PRO VERBIER         | BRONZE    |
| 2010  | CHPT DU MONDE PRO VERBIER         | OR        |
| 2011  | CHPT DE FRANCE FIS VERBIER        | OR        |
| 2011  | CHPT DU MONDE PRO VERBIER         | BRONZE    |
| 2012  | CHPT DE FRANCE FIS VARS           | OR        |